# Алаудінов Апти Аронович
Апті́ (Апти́) Аро́нович Алауді́нов (нар. 5 жовтня 1973, сел. Горний, Ставропольський край, РРФСР, СРСР) — російський державний і військовий діяч, військовий злочинець. Командир спеціального загону «Ахмат» з 2022 року, заступник командувача 2-го армійського корпусу ЗС РФ під час вторгнення на територію України (з 2023 року).
Начальник Управління боротьби з організованою злочинністю МВС у Чеченській Республіці (2005—2006). Керівник Управління міністерства юстиції Російської Федерації у Чеченській Республіці (2009). Заступник міністра внутрішніх справ у Чеченській Республіці — начальник поліції (2011—2021). Генерал-майор поліції (2012). Герой Російської Федерації (2022). Герой ЛНР (2022). Кандидат політичних наук (2013).

## Біографія

### Ранні роки
Народився 5 жовтня 1973 року в селищі Горний Передгірського району Ставропольського краю в сім'ї відставного офіцера радянської армії.
Закінчив середню загальноосвітню школу в плодосовгоспі «Новий маяк» Новосільського району, після чого вступив до Ставропольської філії Московської державної юридичної академії.
У 2001 році закінчив Чеченський державний університет за спеціальністю юриспруденція.
Під час бойових дій батько та старший брат Апті загинули у боях проти дудаєвських загонів. Через місяць після штурму федеральними військами. Грозного в бою загинули дядько та троюрідний брат Апті. У цих боях сім'я Алаудінових втратила близько двадцяти близьких родичів.

### Діяльність
До 2001 року працював прокурорським працівником. У зв'язку з бойовими діями у регіоні перейшов на роботу до органів внутрішніх справ, на посаду інспектора відділу комплектування в управлінні кадрів МВС.
З 2002 по 2004 обіймав різні посади в Управлінні власної безпеки МВС у Чеченській Республіці. У липні 2004 року призначений заступником начальника відділу оперативно-розшукової роботи Управління власної безпеки МВС у Чеченській Республіці.
З листопада 2005 р. — начальник Управління боротьби з організованою злочинністю МВС у Чеченській Республіці, працював над створенням даного підрозділу.
У 2006 році Рамзан Кадиров призначає Алаудінова керівником Спеціальної комісії з контролю за дотриманням норм та правил проживання в пунктах тимчасового розміщення переселенців.
У березні 2009 призначений керівником Управління Міністерства юстиції Росії з Чеченської Республіки.
У квітні 2009 року призначений на посаду заступника начальника кримінальної міліції МВС у Чеченській Республіці.
Указом Президента Російської Федерації від 13 червня 2011 року призначений на посаду заступника міністра внутрішніх справ у Чеченській Республіці — начальника поліції. У березні 2021 року президент Володимир Путін підписав указ № 149, відповідно до якого Апті Алаудінов був звільнений з посади. З 2022 року — секретар Ради економічної та громадської безпеки Чеченської республіки.
У червні 2012 року було присвоєно спеціальне звання «генерал-майор поліції». Тим самим, Алаудінов став наймолодшим генералом у МВС Росії.
У 2013 році в МДУ імені М. В. Ломоносова під науковим керівництвом доктора філософських наук, професора В. І. Коваленка захистив дисертацію на здобуття наукового ступеня кандидата політичних наук на тему «Регіональна ідентичність як основа формування загальнонаціональної політичної ідентичності» (спеціальність 23). — політичні інститути, процеси та технології); офіційні опоненти — доктор політичних наук, доцент О. В. Федякін та кандидат політичних наук Р. Е. Бараш ; провідна організація — Інститут етнології та антропології імені М. Н. Міклухо-Маклая РАН.
У квітні 2024 року призначений заступником начальника Головного військово-політичного управління Збройних сил Російської Федерації.
9 грудня 2024 року Володимир Путін надав командиру спецназу "Ахмат" Апті Алаудінову звання генерал-лейтенанта.

## Санкції
Апти Алаудінов командир військового підрозділу Збройних сил Росії, який безпосередньо брав участь у незаконному вторгненні в Україну в 2022 році.
Санкції обґрунтовані підтримкою вторгнення Росії в Україну. 29 грудня 2014 році Алаудінов був внесений до списку санкцій США.
У 2018 році Латвія заборонила йому в'їзд у країну.
У 2020 році санкції щодо Алаудінова ввела Велика Британія.
У 2022 р. визнаний небажаною особою на території Польщі.

## Наукові праці
- Алаудинов А. А. Идентичность в зеркале науки: основные подходы к определению сущностных черт и типов // Вестник Российской нации. — 2010. — № 3. — С. 196—205.
- Алаудинов А. А. К вопросу об определении понятия «политическая идентичность» // Вестник Российской нации. — 2011. — № 1-2. — С. 226—230.
- Алаудинов А. А. Особенности региональной идентичности как объекта политологического исследования // Вестник Российской нации. — 2011. — № 3. — С. 74- 85.
- Алаудинов А. А. Формирование общенациональной политической идентич- ности в современной России: проблемы и перспективы // Вестник Российской нации. — 2011. — № 4-5. — С. 69-81.
- Алаудинов А. А. Нация и этнос как субъекты этнополитических процессов // Политическая регионалистика и этнополитология. Сборник статей по политологическим теоретико-методологическим и прикладным проблемам истории и современности. Вып. III. — М.: Издательство «Социально-политическая Мысль», 2011. — С. 12-25.
- Алаудинов А. А. Политическая идентичность и национальная безопасность // Транспортная политика и политические коммуникации: Сборник статей по политологическим и социологическим теоретико-методологическим и прикладным проблемам истории и современности. Выпуск III. Геополитика и национальная безопасность. — М.: Издательство «Социально-политическая мысль», 2011. — С. 79-87.
- Алаудинов А. А. Политические коммуникации и региональная политическая идентичность в условиях современных вызовов // Проблемы и перспективы развития транспорта. Труды Международной научно-практической конференции. — М.: МИИТ, 2011. — С. 10-12.
- Алаудинов А. А. Политическая идентичность как фактор развития государ- ства и гражданского общества // Транспортная политика и политические ком- муникации: Сборник статей по политологическим и социологическим теоретико-методологическим и прикладным проблемам истории и современности. Вып. IV. Взаимодействие государства и гражданского общества. — М.: МИИТ, 2012. — С. 70-84.
- Алаудинов А. А. Региональная идентичность — основа формирования общенациональной политической идентичности: монография / науч. ред. В. Х. Акаев; отв. ред. В. В. Черноус; Чеченский гос. пед. ин-т, Центр региональных исслед. Ин-та социологии и регионоведения Южного Федерального ун-та. — Ростов н/Д: Фонд науки и образования, 2015. — 208 с. ISBN 978-5-9906245-5-9 : 550 экз.

## Нагороди
- Герой Росії (2022) — «за мужність і героїзм» в ході вторгнення Росії в Україну[4]
- Герой ЛНР (2022)
- Почесний громадянин Чеченської Республіки (2022)[27]
- Орден Кадирова (2007)[25]
- Нагороджений орденом Кавказу[25]